# ساری‌بوغدای (مرزیفون)
ساری‌بوغدای (به ترکی استانبولی: Sarıbuğday) یک منطقهٔ مسکونی در ترکیه است که در مرزیفون واقع شده‌است.